# Rudy Rotta

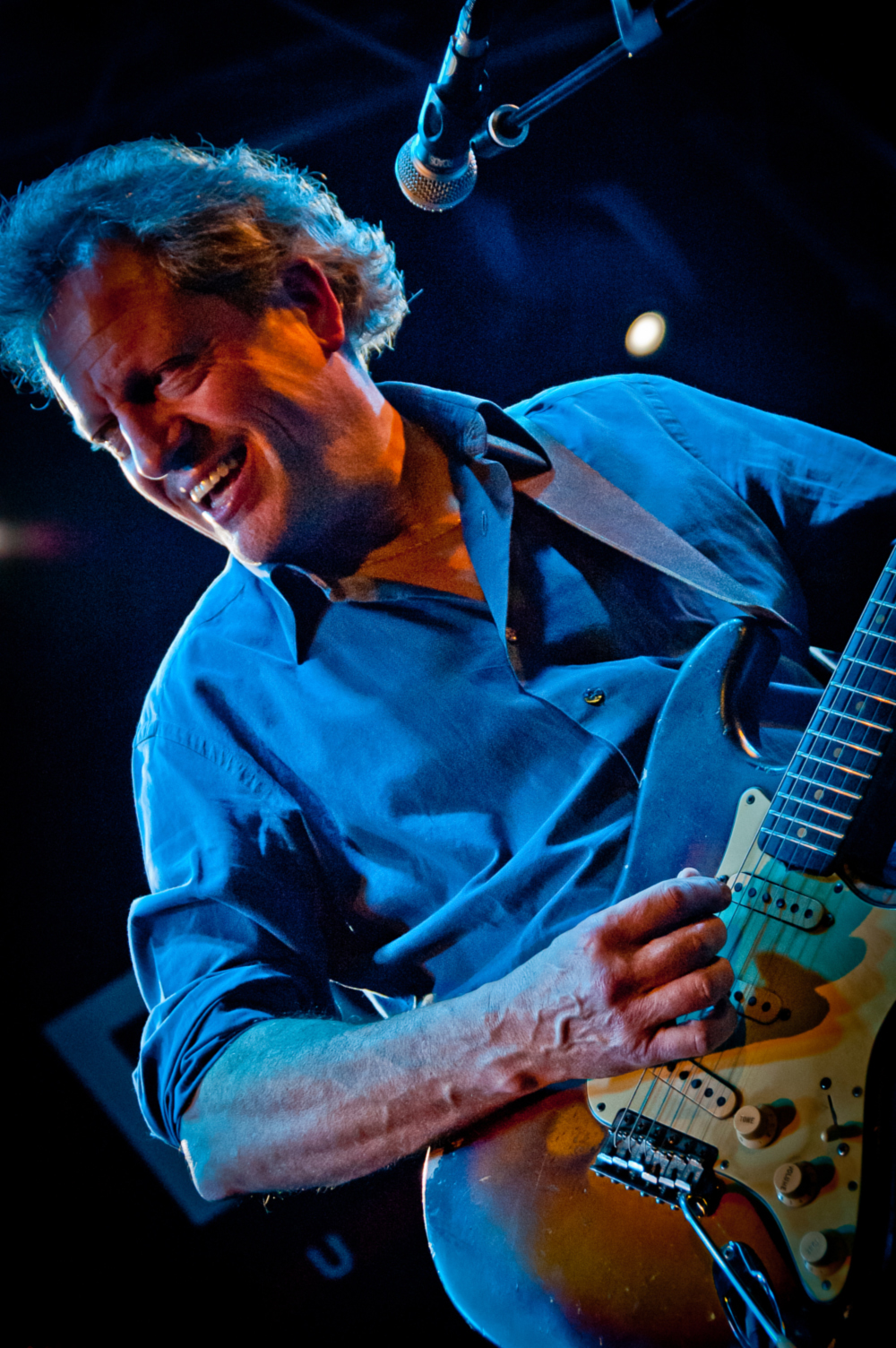
Rotta auf Tournee in den Vereinigten Staaten am 6. Januar 2011

Rudy Rotta (* 14. Oktober 1950 in Villadossola; † 3. Juli 2017 in Verona) war ein italienischer Blues-Gitarrist, Komponist und Sänger. Er wuchs in der Schweiz in der Nähe von Luzern auf, kehrte aber dann nach Verona zurück. Er starb am 3. Juli 2017 in Verona nach einer langen Krankheit.

## Veröffentlichte Platten
- 1990: Reason to Live
- 1991: Diabolic Live (Hot Fox Records)
- 1991: Blues’ Greatest Hits
- 1995: So di Blues (Rossodisera Records)
- 1997: Live in Kansas City (Acoustic Music Records)
- 1998: Loner and Goner (Azzurra Music)
- 1998: Real Live (erschienen auf Vinyl)
- 1999: Blurred (Acoustic Music Records)
- 2001: The Beatles in Blues (Azzurra Music)
- 2004: Some of my favorite songs for…
- 2005: Captured live with Brian Auger
- 2006: Winds of Louisiana
- 2009: Blue Inside
- 2011: Me, My Music and My Life